# 瀬戸パーキングエリア
瀬戸パーキングエリア（せとパーキングエリア）は岡山県岡山市東区瀬戸町大井（だいい）・万富にある山陽自動車道上のパーキングエリア。
上り線は瀬戸町万富、下り線は瀬戸町大井（だいい）にある。

## 道路
- E2 山陽自動車道

## 施設
- 下り線はコンビニエンスストアがあるため、自動販売機は設置されていない。

### 上り線（神戸方面）
- 駐車場
  - 大型 65台
  - 小型 19台
  - 車椅子用駐車場有
- トイレ[1]
  - 男性 小7・大6（洋式5・和式1）
  - 女性 13（洋式12・和式1）
  - 車椅子用 1
- スナック（8:00-20:00）

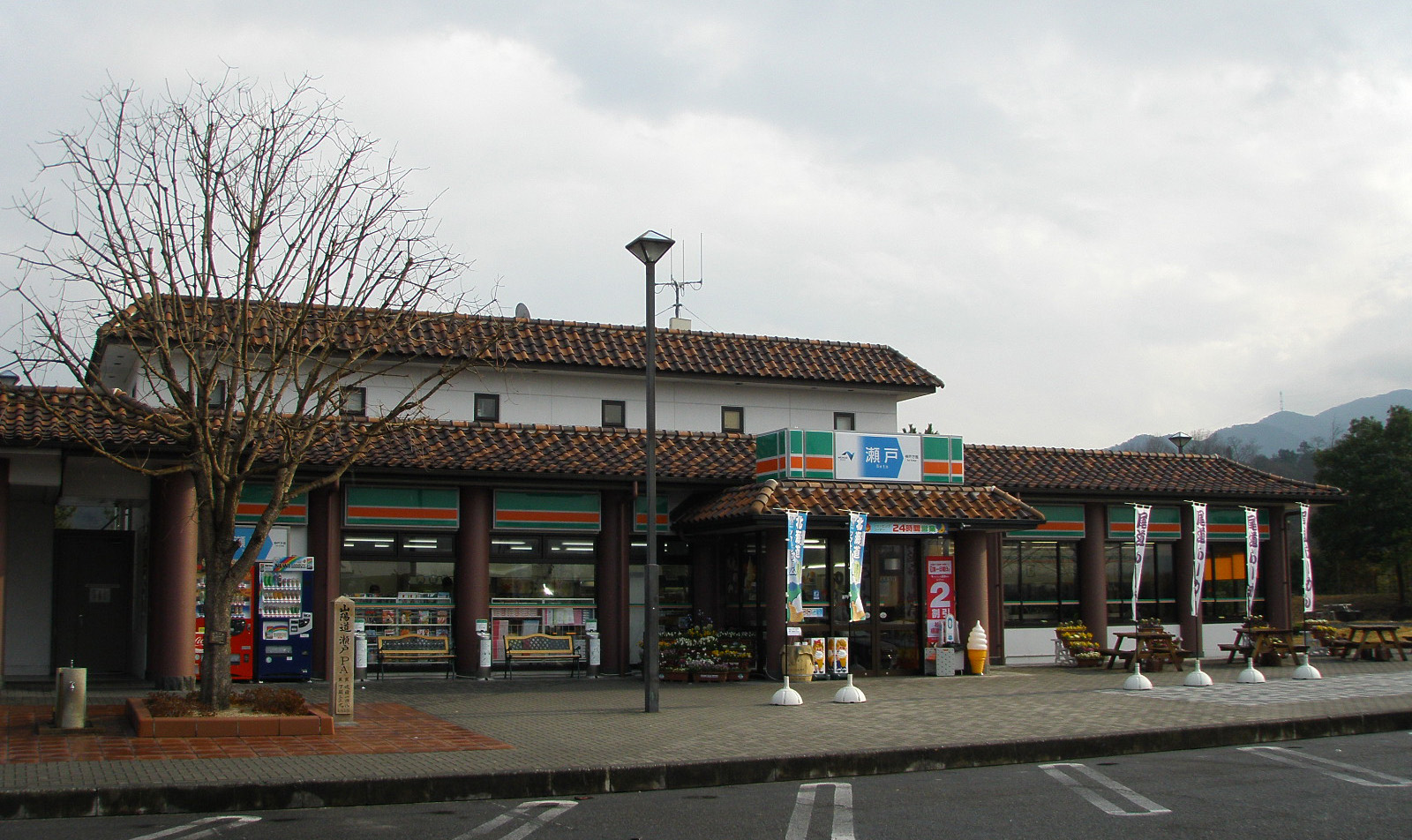
上り線施設

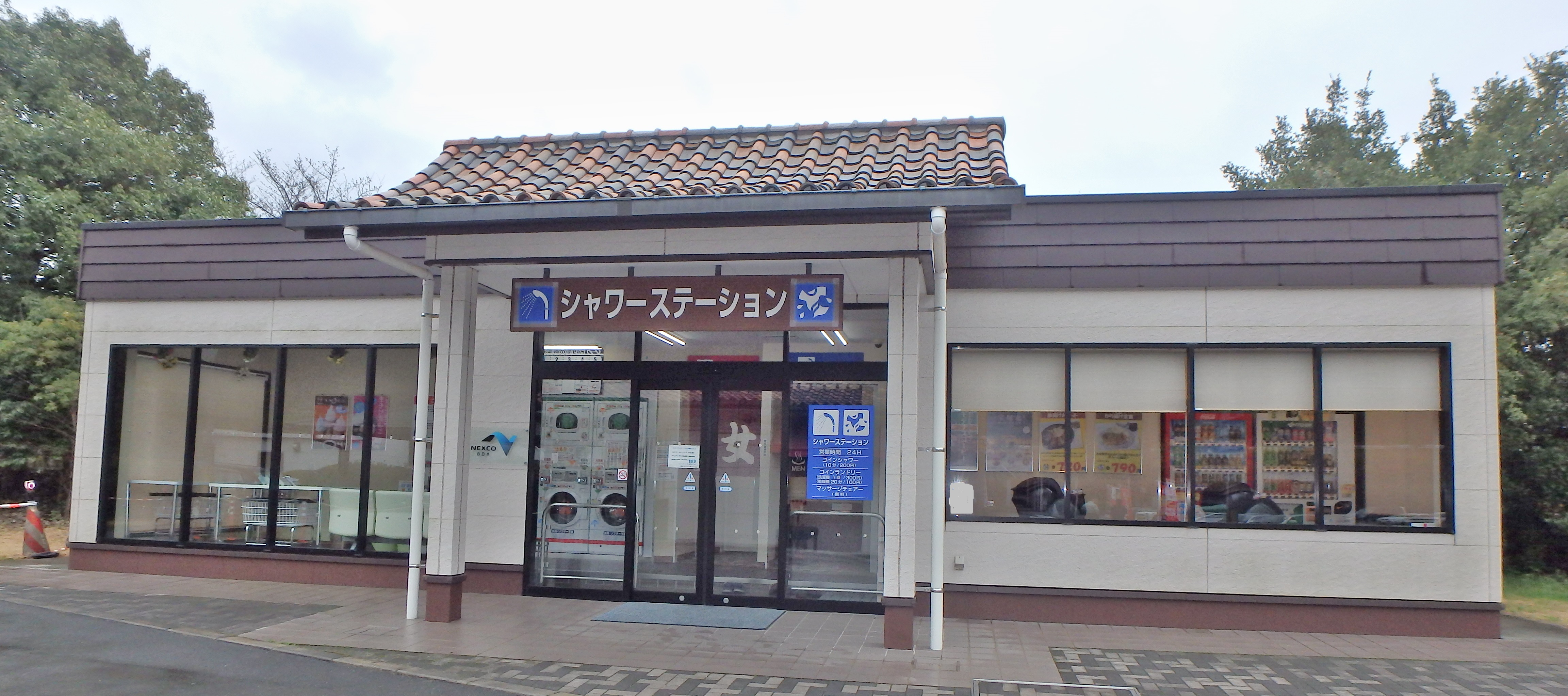
シャワーステーション

- コンビニエンスストア「キラリッシュ」（24時間）
  - 宅配サービス（24時間）
- 携帯電話充電器（24時間）
- ハイウェイ情報ターミナル
- シャワーステーション（24時間、2012年（平成24年）2月20日に営業開始）
  - コインシャワー（男女別）
    - 男性 3
    - 女性 1

  - コインランドリー
    - 洗濯機 3
    - 乾燥機 3

  - マッサージチェア
  - 自動販売機

### 下り線（広島方面）
- 駐車場
  - 大型 67台
  - 小型 25台
  - 車椅子用駐車場有
- トイレ[1]
  - 男性 小7・大6（洋式5・和式1）
  - 女性 12（洋式11・和式1）
  - 車椅子用 1
- コンビニエンスストア「セブン-イレブン」（24時間）[2]
  - メディカルコーナー（24時間）
  - セブン銀行ATM（24時間）
- スナックコーナー「せとみ亭」（8:00 - 20:00）[3]
- 宅配サービス（24時間）
- 携帯電話充電器（24時間）
- 2分の1に縮小した閑谷学校の「石塀」

## 隣
E2 山陽自動車道
(12)和気IC - 瀬戸PA - 瀬戸JCT（事業中） - (13)山陽IC

## その他
- 2020年4月25日、伊原木隆太県知事は記者会見の中で、新型コロナウイルスの感染防止対策として、同年4月29日に瀬戸パーキングエリアで県外者らを対象に検温を実施することを発表[4]。ゴールデンウィーク中の県外訪問者流入の抑制効果を期待するものであったが、岡山県に「検温現場での職員に危害を加える」といった電話が多数入り、同年4月28日に検温の中止を発表した[5]。